# Kanton Bozel
Kanton Bozel is een voormalig kanton van het Franse departement Savoie in de toenmalige regio Rhône-Alpes. Het kanton maakte deel uit van het arrondissement Albertville totdat het op 22 maart 2015 werd opgeheven en de gemeenten werden opgenomen in het aangrenzende kanton Moûtiers.

## Gemeenten
Het kanton omvatte de volgende gemeenten:
- Bozel (hoofdplaats)
- Brides-les-Bains
- Champagny-en-Vanoise
- Feissons-sur-Salins
- Montagny
- La Perrière
- Les Allues
- Planay
- Pralognan-la-Vanoise
- Saint-Bon-Tarentaise